# Edward Cooke (Schwimmer)
Edward J. L. Cooke war ein australischer Schwimmer.

## Karriere
Cooke nahm 1908 an den Olympischen Spielen in London teil. In den Wettbewerben über 100 m Freistil und 200 m Brust scheiterte er jeweils im Vorlauf. Auch für die Wettkämpfe über 400 m Freistil und 100 m Rücken war der Australier gemeldet, trat aber nicht an.